# Victoria (bier)
Victoria is een sterk blond bier dat door de AB Inbev wordt gebrouwen. Het heeft een alcoholgehalte van 8,5%.
De naamgeving verwijst naar door de overwinning in 1695 van de Aartsengel Sint-Michiel die Brussel beschermde tijdens het bombardement op Brussel door de troepen van Lodewijk XIV. De engel verdedigt tevens het eeuwenoude Belgische brouwerfgoed.
Het bier verscheen in 2020 op de markt. Volgens bierkenners kan de lancering van het bier beschouwd worden als een aanval op het bier Duvel van Brouwerij Moortgat.